# Eladio Silvestre
Eladio Silvestre Graells (Sabadell, 1940. november 18. –) spanyol válogatott labdarúgó.
A spanyol válogatott tagjaként részt vett az 1966-os világbajnokságon.

## Sikerei, díjai
Barcelona
- Spanyol kupa (3): 1962–63, 1967–68, 1970–71
- Vásárvárosok kupája döntős (1): 1965–66

## Statisztika

### Mérkőzései a spanyol válogatottban
| Spanyolország | Spanyolország      | Spanyolország                            | Spanyolország | Spanyolország | Spanyolország | Spanyolország | Spanyolország | Spanyolország |
| #             | Dátum              | Helyszín                                 | Hazai         | Eredmény      | Vendég        | Kiírás        | Gólok         | Esemény       |
| ------------- | ------------------ | ---------------------------------------- | ------------- | ------------- | ------------- | ------------- | ------------- | ------------- |
| 1.            | 1966. június 23.   | A Coruña, Riazor Stadion                 | Spanyolország | 1 – 1         | Uruguay       | barátságos    | -             |               |
| 2.            | 1966. július 13.   | Birmingham, Villa Park (ENG)             | Argentína     | 2 – 1         | Spanyolország | vb-csoportkör | -             |               |
| 3.            | 1968. október 17.  | Lyon, Stade de Gerland                   | Franciaország | 1 – 3         | Spanyolország | barátságos    | -             |               |
| 4.            | 1968. október 27.  | Belgrád, Crvena zvezda Stadion           | Jugoszlávia   | 0 – 0         | Spanyolország | vb-selejtező  | -             |               |
| 5.            | 1968. december 11. | Madrid, Santiago Bernabéu stadion        | Spanyolország | 1 – 1         | Belgium       | vb-selejtező  | -             |               |
| 6.            | 1969. február 23.  | Liège, Stade de Sclessin                 | Belgium       | 2 – 1         | Spanyolország | vb-selejtező  | -             |               |
| 7.            | 1969. október 15.  | La Línea, Estadio Municipal José Antonio | Spanyolország | 6 – 0         | Finnország    | vb-selejtező  | -             |               |
| 8.            | 1970. február 11.  | Sevilla, Estadio Ramón Sánchez-Pizjuán   | Spanyolország | 2 – 0         | NSZK          | barátságos    | -             |               |
| 9.            | 1970. február 21.  | Madrid, Santiago Bernabéu stadion        | Spanyolország | 2 – 2         | Olaszország   | barátságos    | -             |               |
| 10.           | 1970. április 22.  | Lausanne, Olimpiai Stadion               | Svájc         | 0 – 1         | Spanyolország | barátságos    | -             |               |
|               | Összesen           |                                          |               | 10            | mérkőzés      |               | 0             | gól           |